# Tönnies Wellensiek

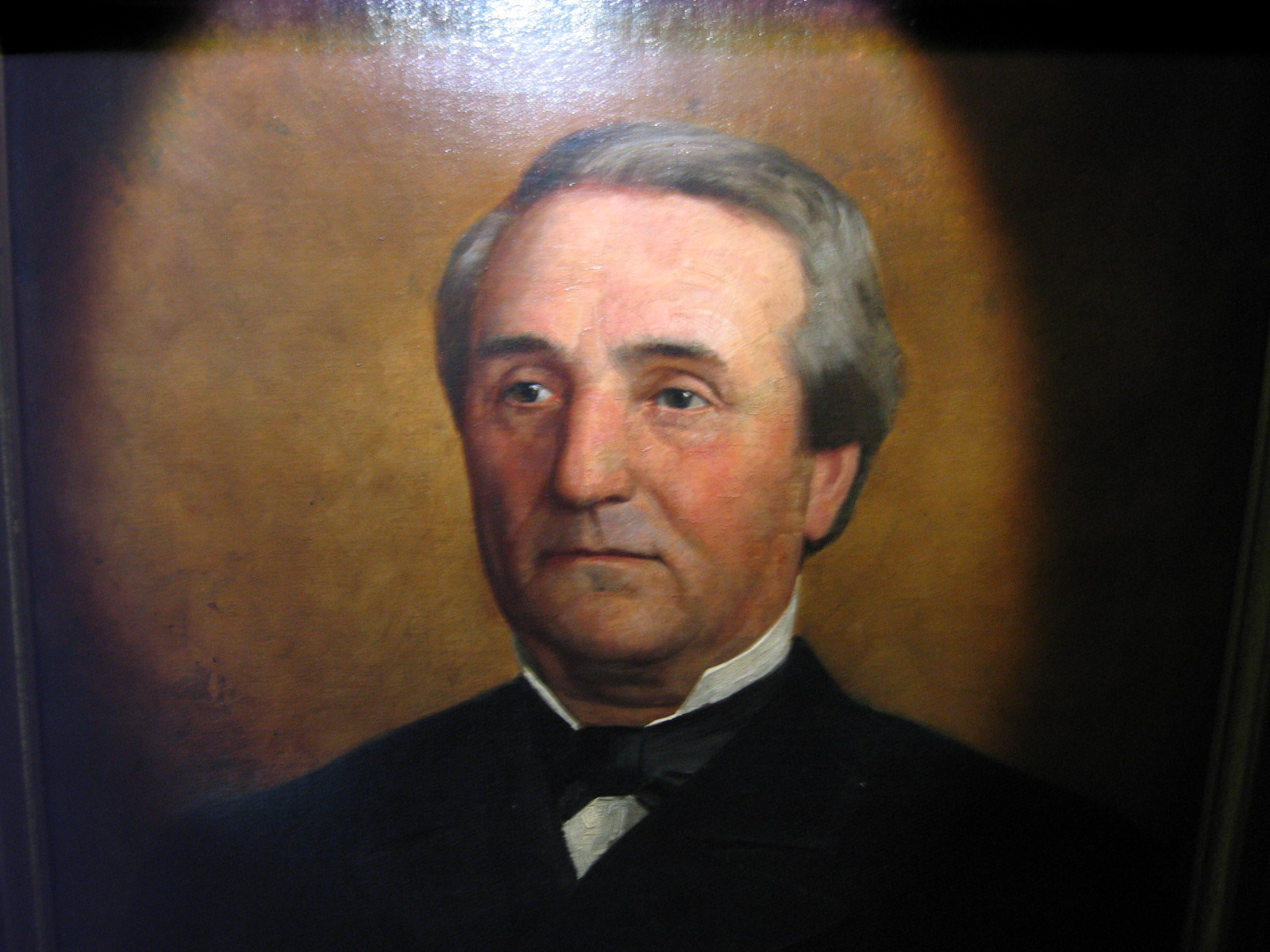
Tönnies Wellensiek

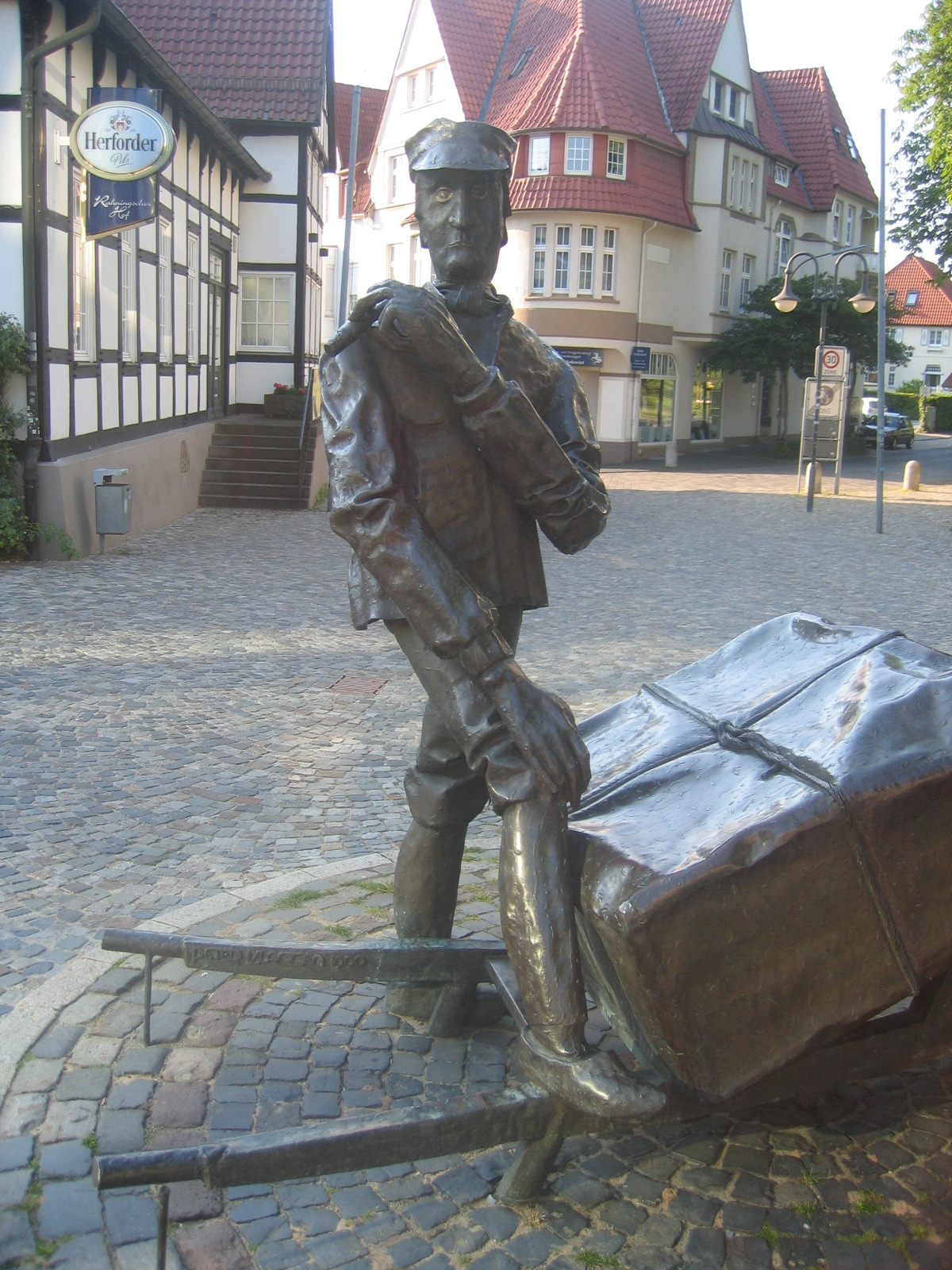
Wellensiek. Teil des Denkmals Steinmeister und Wellensiek

Tönnies Heinrich Wellensiek (* 4. Mai 1821 in Muccum (Bünde); † 19. Mai 1903 in Bünde) war ein Zigarrenmacher und Unternehmer, der die Zigarrenindustrie im Ravensberger Land und vor allem in Bünde begründete.

## Leben
Antonius („Tönnies“) Wellensiek war der Sohn eines Heuerlings. 1836 machte er sich als 15-Jähriger nach Bremen auf, um dort die Kunst der Zigarrenherstellung zu erlernen. Nach den Lehrjahren bei der Fa. Himmelmann & Burdorf arbeitete er in der Zigarrenfabrik der Gebr. Kreymborg. 1843 kehrte er – der Legende nach mit 75 Pfund Tabak beladen – zu Fuß zurück und begann als ausgebildeter Zigarrenmacher mit der Herstellung von Zigarren in Ennigloh. Beim Zigarrendrehen half ihm anfangs seine Ehefrau. Nach dem Niedergang des Leinewebergewerbes im Bünder Land begannen zahlreiche Familien, ihren Lebensunterhalt durch die Herstellung von Zigarren in Heimarbeit zu verdienen. Der Betrieb, den Wellensiek eingerichtet hatte, wuchs. 1856 schloss er sich mit Friedrich August Steinmeister zusammen, sie gründeten die Zigarrenfabrik Steinmeister & Wellensiek.
Die Zigarrenindustrie prägte bis in die 1960er Jahre die Wirtschaft im Landkreis Herford und sicherte großen Teilen der Landbevölkerung, die oft in Heimarbeit arbeiteten, ihren Lebensunterhalt. 1912 gab es nicht weniger als 46 Zigarrenfabriken in der Zigarrenstadt Bünde.

## Ehrungen
1882 verlieh die preußische Regierung Wellensiek den Titel eines Kommerzienrats. In Bünde ist nach Wellensiek ein Platz benannt. Die Stadt ließ zudem für ihn und Steinmeister ein Denkmal errichten.